# Tramvajová doprava v Barnaulu

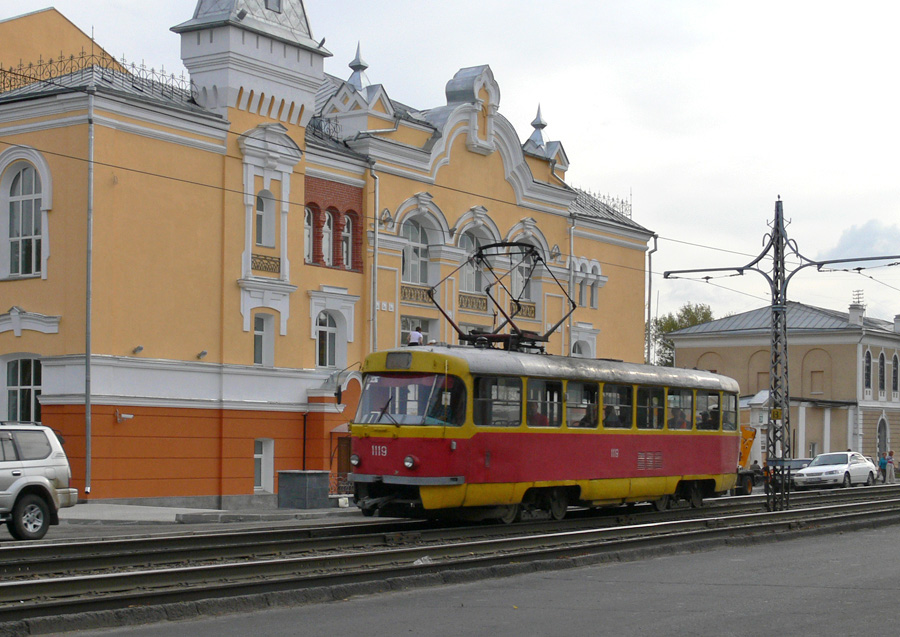
Barnaulská tramvaj typu T3 na ulici Polzunova

Barnaul, město na ruském Altaji, obsluhuje tramvajová síť od roku 1948. V současné době jezdí na síti o délce 123 km přes deset tramvajových linek a vozy jsou vypravovány z celkem tří vozoven.

## Historie
První plány na zavedení tramvajové sítě v Barnaulu se objevily již roku 1911; americký konzulát v Moskvě se obrátil s prosbou vydat povolení na výstavbu a provozování sítě. V roce 1914 se tato žádost opět projednávala na městském zastupitelstvu, avšak krátce na to začala první světová válka, změnila se ekonomická situace v impériu a priority byly jiné. Plány tudíž nakonec realizovány nebyly.
9. března 1946 podepsal Josif Stalin rozhodnutí Rady ministrů SSSR o výstavbě prvního úseku tramvajové sítě v Barnaulu. Zprovoznění prvního úseku se konalo symbolicky 7. listopadu 1948. Nasazeny byly tramvaje typu Ch (předválečné dřevěné vozy s lyrovými sběrači). Později je nahradily již rozšířenější KTM-1 s vlečnými vozy KTP-1 a KTM-2 s KTP-2. To už byla padesátá a šedesátá léta.
V 70. letech 20. století se začala zvažovat i výstavba rychlodrážní tramvaje, neboť město se již blížilo hranici 900 tisíc obyvatel a nové průmyslové čtvrti potřebovaly kvalitnější dopravní spojení. Byly tak modernizovány některé tramvajové trati a zavedeny třívozové soupravy (jako jsou například v Drážďanech). Realizován však systém kompletně nebyl, neboť po roce 1991 došlo k úpadku průmyslu a počet obyvatel poklesl na 650 tisíc. Výhledově (do roku 2025) se ale počítá s podpovrchovou tramvají (obdobná jezdí například v Kryvém Rihu).
Roku 1971 se pak do barnaulských ulic vydaly rozšířené T3 původem z Československa. Brzy se staly základními tramvajemi vozového parku. Dodávky od pražského výrobce pokračovaly i v 80. letech; roku 1985 byly dodány první tramvaje typu T6B5. Barnaul se stal spolu s Novokuzněckem v zemi jediným městem východně od Uralu, které provozovalo v sovětských časech právě české tramvaje. V 90. letech pak některé z nich byly převezeny do Bijsku či dalších měst, jejich místo zastoupily ruské vozy typu KTM-8.